# トランシルヴァニア (小惑星)
トランシルヴァニア (1537 Transylvania) は、小惑星帯にある小惑星。
1940年、ハンガリーの天文学者シュトローマー・ジュラ  (eo:Gyula Strommer)  が、ブダペストのコンコリー天文台で発見した。

## 名称
発見者の生まれ故郷であるトランシルヴァニア地方に因む。トランシルヴァニア地方は現在のルーマニア北西部にあたるが、第一次世界大戦まではハンガリー王国の一部であった。
命名は1980年2月の小惑星回報で公表された。なお、これと同時に、同じ天文台で別のハンガリー人天文学者（クリン・ジェルジュ）によって発見された小惑星に対して、トランシルヴァニア地方の都市に因む (1436) サロンタ が命名されているが、これも発見者の生まれ故郷に因んだものである。